# 이시이 마코토
이시이 마코토(일본어: 石井 真 いしい まこと[*], 1976년 2월 24일 ~ )는 일본의 남자 성우다.

## 출연 작품

### TV 애니메이션
2004년
- 창궁의 파프너 (마카베 카즈키)

2006년
- 날아라 방울방울 친구들 (나미다)

2007년
- 날아라 방울방울 친구들 2기 (나미다)
- 크게 휘두르며 (아키마루 쿄헤이)

2008년
- 트루 티어즈

2009년
- 티어즈 투 티아라 (알사르)
- 구인 사가 (아스토리아스)
- 샹그리라 (쿠사나기 쿠니히토)

2011년
- 미래일기 (니시지마 마스미)

#### 극장판
2010년
- 꿀벌 하치의 대모험 (아리하치)

### 비디오 게임
- 쿠키런: 킹덤 (복사꽃맛 쿠키)